# 에일리언 신드롬
《에일리언 신드롬》은 세가가 제작한 1987년 런 앤 건 아케이드 게임이다. 세가의 아케이드 기판 세가 시스템 16B로 제작됐으며 최대 2인 동시 협동플레이를 지원한다.
플레이어는 주인공 리키와 메리를 조종하며 외계인에게 잡힌 동료들을 구하며 스테이지를 돌파하는 것이 목표이다. 아케이드로 발매한 후 세가 마스터 시스템, MSX, 패밀리 컴퓨터, 게임 기어 등 각종 플랫폼으로 이식됐다. 2007년에는 동명의 후속작 《에일리언 신드롬》이 플레이스테이션 포터블 및 Wii로 출시됐다.

## 반응
일본 잡지 〈게임 머신〉 1987년 5월 15일호에서 《에일리언 신드롬》을 그 달의 세 번째로 가장 성공적인 아케이드 게임으로 선정했다.

## 참조

### 내용주
1. ↑  영어: Alien Syndrome, 일본어: エイリアンシンドローム